# Aurélie Valognes

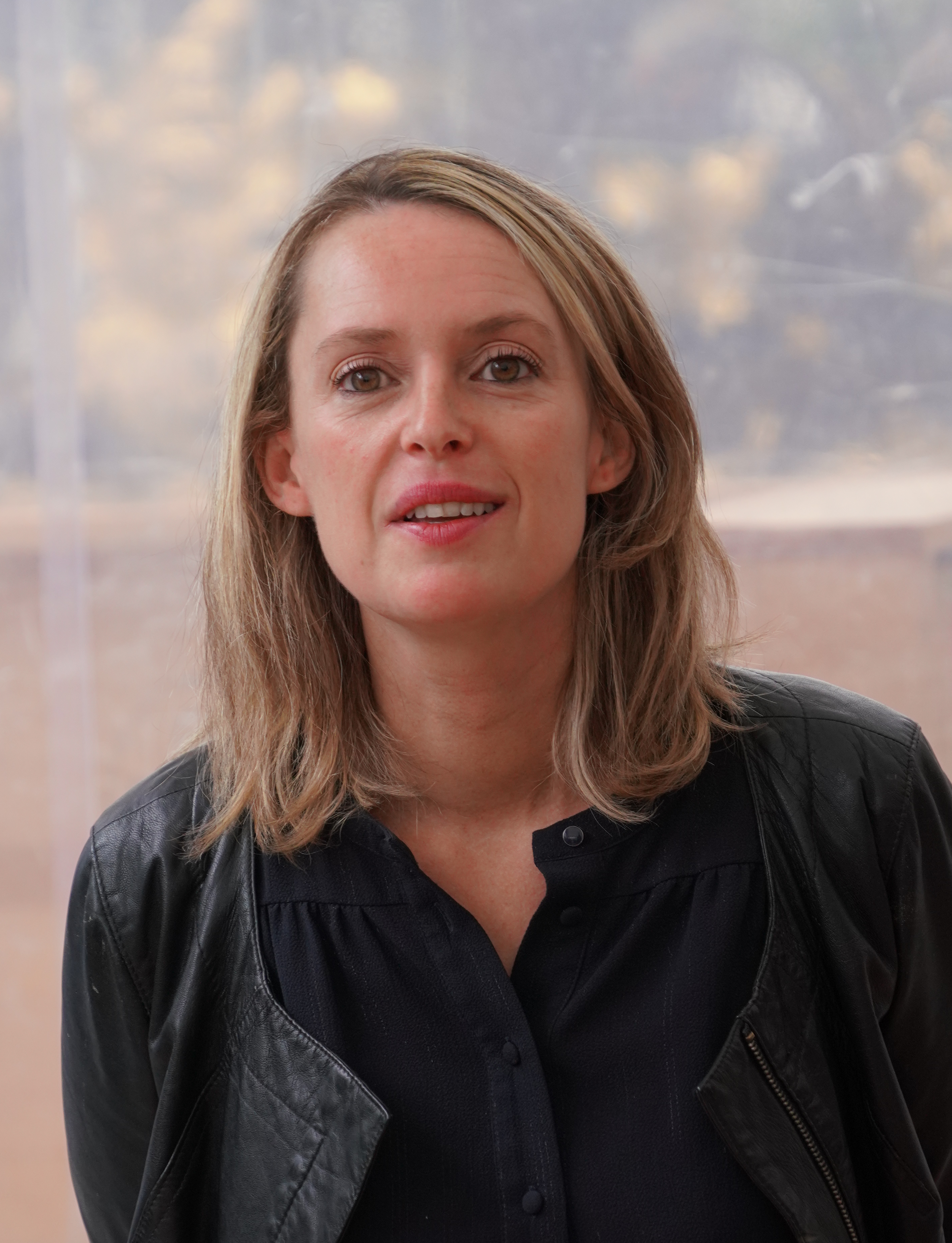
Aurélie Valognes, 2022

Aurélie Jeanne Valognes (* 1. April 1983 in Châtenay-Malabry) ist eine französische Romanautorin.

## Leben
Aurélie Valognes wurde in eine einfache Familie geboren. Ihre Jugend verbrachte sie in Massy in der Nähe von Paris.
Im Juli 2014 veröffentlichte sie ihren ersten Roman, Mémé dans les orties. Ursprünglich im Selbstverlag über Kindle Direct Publishing veröffentlicht, wo er einen ersten Erfolg verbuchen konnte, wird die Taschenbuch-Ausgabe beim Livre de poche zu einem der Verlagserfolge des Jahres 2016. Der Roman wurde mehr als einer Million Mal verkauft und in verschiedene Sprachen übersetzt, unter anderem auch ins Deutsche.
Ab 2017 veröffentlichte Aurélie Valognes ihre Bücher beim Verlag Fayard. Im Jahr 2025 wechselte sie mit ihrem Roman La Fugue zum Verlag JC Lattès.
Von 2016 bis 2025 veröffentlichte sie jedes Jahr einen Roman, der in Frankreich zu den Bestsellern des jeweiligen Erscheinungsjahres gehörte.
In ihren Romanen behandelt sie gesellschaftliche Themen wie Schulversagen, Frauenrechte, Einsamkeit im Alter und Umweltschutz.
Im Mai 2022 tat sie sich mit dem Illustrator François Ravard zusammen, um die Jugendserie Clovis et Oups zu starten, die im Verlag Flammarion Jeunesse erschien.
Sie lebt sie mit ihrer Familie in der Bretagne und hat im Juli 2024 das ehemalige Haus von Jane Birkin in Lannilis gekauft.

## Werk

### Romane
- Mémé dans les orties, 2014 Selbstverlag, 2015 Éditions Michel Lafon, 2016 Le Livre de Poche ISBN 978-2-253-08730-4
- Nos adorables belles-filles, 2016, Éditions Michel Lafon, umbenannt in En voiture, Simone beim Livre de Poche in 2017, ISBN 978-2-253-07056-6
  - deutsch: Die Schwiegertöchter des Monsieur Le Guennec, 2019, Rowohlt Taschenbuch, ISBN 978-3-499-27602-6
- Minute, Papillon !, 2017, Éditions Fayard Mazarine, ISBN 978-2-253-07317-8
  - Madame Colette und das Talent zu leben, 2020, Rowohlt Taschenbuch, ISBN 978-3-499-27603-3
- Au petit bonheur la chance, 2018, Éditions Fayard Mazarine, ISBN 978-2-253-07430-4
- La Cerise sur le gâteau, 2019, Éditions Fayard Mazarine, ISBN 978-2-253-10046-1
- Né sous une bonne étoile, 2020, Éditions Fayard Mazarine, ISBN 978-2-86374-482-6
- Le Tourbillon de la vie, 2021, Éditions Fayard, ISBN 978-2-253-10048-5
- La Ritournelle, 2022, Éditions Fayard
- L'Envol, 2023, Éditions Fayard
- La Lignée, 2024, Éditions Fayard
- La Fugue, 2025, Édition JC Lattès

### Jugendliteratur
- Le Loup qui préférait les carottes, 2020, Éditions Michel Lafon, ISBN 978-2-7499-4273-5
- Clovis et Oups, Éditions Flammarion Jeunesse
  - La Belle Vie, 2022
  - Marins d'eau douce, 2022
  - Le père Noël perd la boule, 2022
  - Sauve qui peut, 2023